# カプコン ベルトアクション コレクション
『カプコン ベルトアクション コレクション』（CAPCOM BELT ACTION COLLECTION、英題：Capcom Beat 'Em Up Bundle〈カプコン ビートエムアップ バンドル〉）は、カプコンのベルトスクロールアクションゲーム7作品を収録したオムニバスソフト。
2018年9月20日にNintendo Switch、PlayStation 4、Xbox One、Steam向けにダウンロード発売され、そのうちSwitch版およびPS4版は2018年12月6日にパッケージソフトとしても発売された。
全てのタイトルでオンライン協力プレイが可能なほか、設定資料やインストラクションカードなどを閲覧可能なギャラリーモード、日本版と海外版の2バージョンが収録されている。Switch版はローカル通信プレイやおすそ分けプレイにも対応。

## 収録タイトル
全てアーケード版の収録である。
- ファイナルファイト（1～2人）
- ザ・キングオブドラゴンズ（1～3人）
- キャプテンコマンドー（1～4人）
- ナイツ オブ ザ ラウンド（1～3人）
- 天地を喰らうII 赤壁の戦い[4]（1～3人）
- パワード ギア[5]【初移植】（1～3人）
- バトルサーキット【初移植】（1～4人）